# 梅扎尼诺
梅扎尼诺（義大利語：Mezzanino），是意大利帕维亚省的一个市镇。总面积13.87平方公里，人口1519人，人口密度109.5人/平方公里（2009年）。国家统计（ISTAT）代码为018092。